# 愛知県道322号深溝西浦線

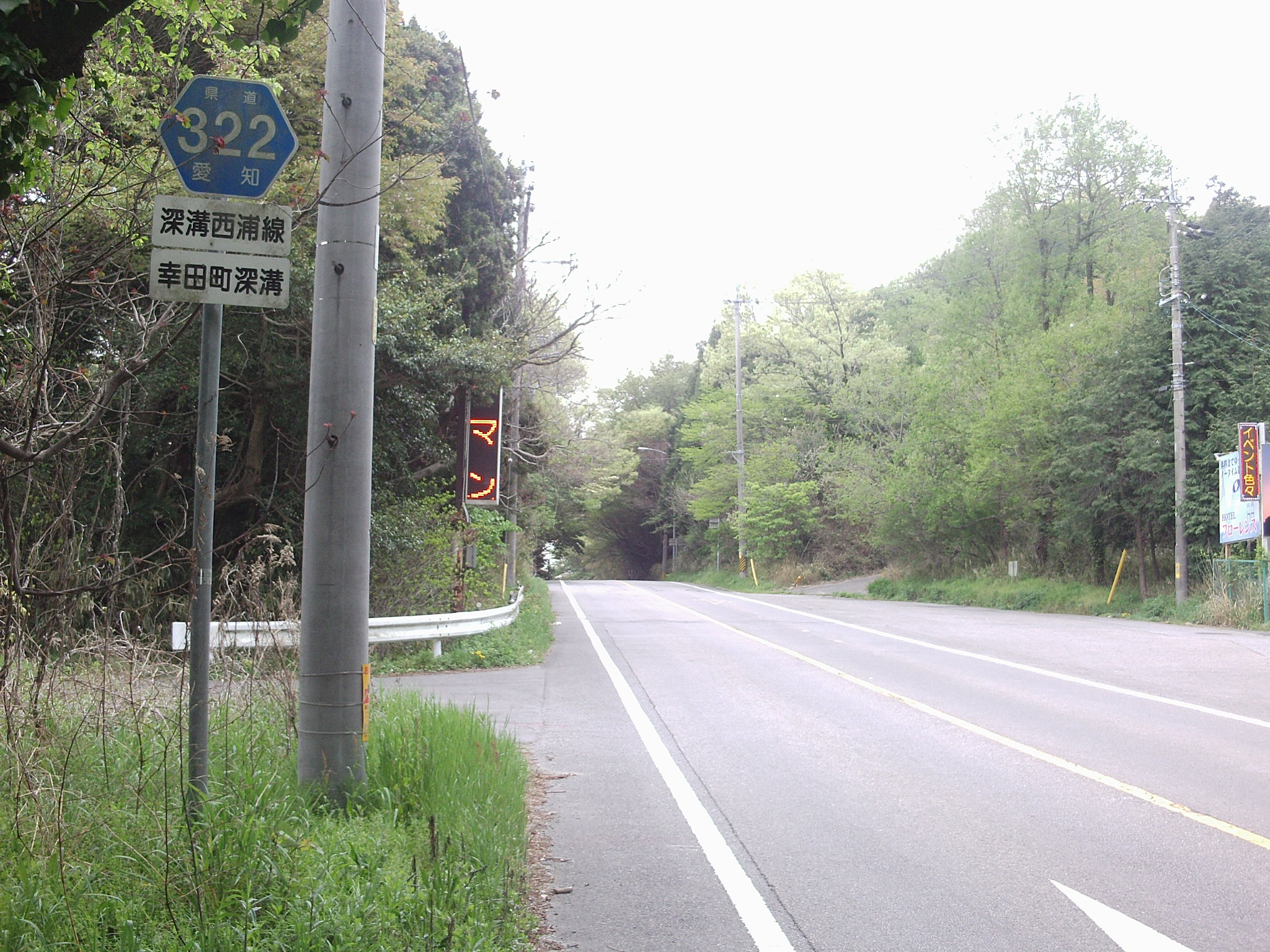
深溝にて。幸田町から形原町･西浦町方面へ抜けるには主要なルートである。

愛知県道322号深溝西浦線（あいちけんどう322ごう ふこうずにしうらせん）は、愛知県額田郡幸田町から愛知県蒲郡市に至る一般県道である。

## 概要

### 路線データ
- 起点：愛知県額田郡幸田町深溝田中（三ヶ根駅東交差点）
- 終点：愛知県蒲郡市西浦町大山（西浦温泉観光協会前）

## 沿革
- 1959年12月15日：認定

## 接続する道路
- 国道23号・国道248号（三ヶ根駅東交差点）
- 愛知県道383号蒲郡碧南線（三ヶ根駅東交差点・深溝宗広交差点間で重複）
- 愛知県道376号三ヶ根停車場拾石線（深溝宗広交差点）
- 愛知県道41号西尾幸田線（深溝苅谷門交差点）
- 国道247号（中小山交差点・大坪交差点間で重複）
- 愛知県道321号東幡豆蒲郡線（幡豆街道）（中戸甫井交差点・馬相交差点間で重複）
- 愛知県道493号西浦停車場線（蒲郡市西浦町地内）

## 別名
- 温泉街道（蒲郡市）

## 周辺
- JR東海道本線 三ケ根駅
- 形原温泉
- 三ヶ根山
- 蒲郡市立形原中学校
- 名鉄蒲郡線 形原駅
- 名鉄蒲郡線 西浦駅
- 西浦漁港
- 西浦シーサイドマリーナ
- 西浦温泉